# Acehnesiska
Acehnesiska, eller atjehnesiska, är ett språk som talas av omkring 3,5 miljoner människor (1999), främst Aceh i Indonesien och i delar av Malaysia. Det är ett sunda-sulawesiskt språk i den malajo-polynesiska delen av den austronesiska språkfamiljen.
Språket anses vara livskraftigt och dess närmaste släktspråk är bl.a. haroi och cham.
Bibelns fullständiga översättning till acehnesiska blev färdig år 1997.
Historiskt har språket skrivits med jawi, ett modifierat arabiskt alfabet. Numera används det latinska alfabetet med de extra bokstäverna é, è, ë, ö och ô..

## Fonologi

### Konsonanter
|                     |                     | Labial | Alveolar | Palatal  | Velar    | Glottal |
| ------------------- | ------------------- | ------ | -------- | -------- | -------- | ------- |
| Klusil              | Norm.               | p \| b | t \| d   | c \| ɟ   | k \| g   | ʔ       |
| Klusil              | Asp.                | pʰ     | tʰ \| dʱ | cʰ \| ɟʱ | kʰ \| gʱ |         |
| Nasal               | Nasal               | m      | n        | ɲ        | ŋ        |         |
| Postklusilisk nasal | Postklusilisk nasal | mᵇ     | nᵈ       | ɲᶡ       | ŋᶢ       |         |
| Tremulant           | Norm.               |        | r        |          |          |         |
| Tremulant           | Asp.                |        | rʰ       |          |          |         |
| Frikativ            | Frikativ            | f      | s \| z   | ʃ        |          | h       |
| Approximant         | Norm.               |        | l        | j        | w        |         |
| Approximant         | Asp.                |        | lʱ       |          |          |         |

Källa:

### Vokaler
|            | Främre | Central | Bakre |
| ---------- | ------ | ------- | ----- |
| Sluten     | i      | ɯ       | u     |
| Halvsluten | e      | ə       | o     |
| Halvöppen  | ɛ      | ʌ       | ɔ     |
| Öppen      |        | a       |       |

Källa:

## Galleri

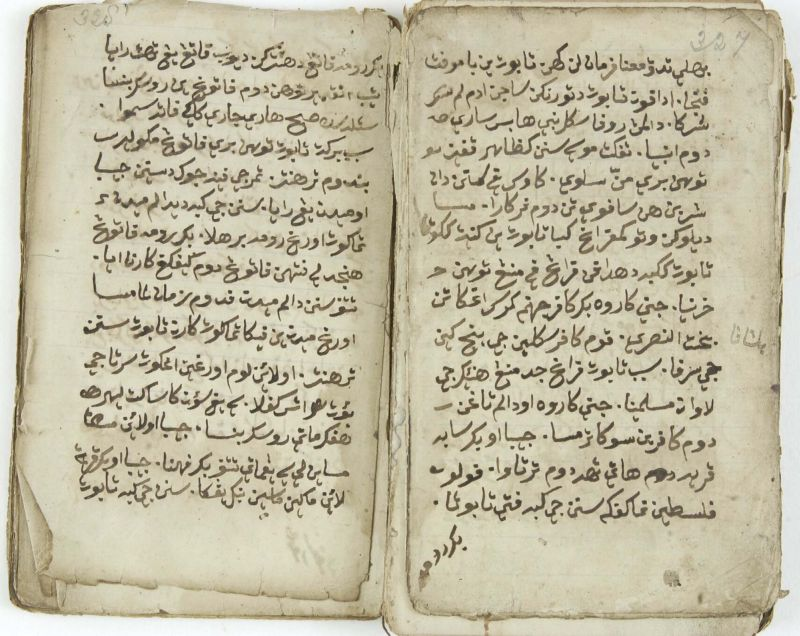
Äldre acehnesiska skrift (jawi).
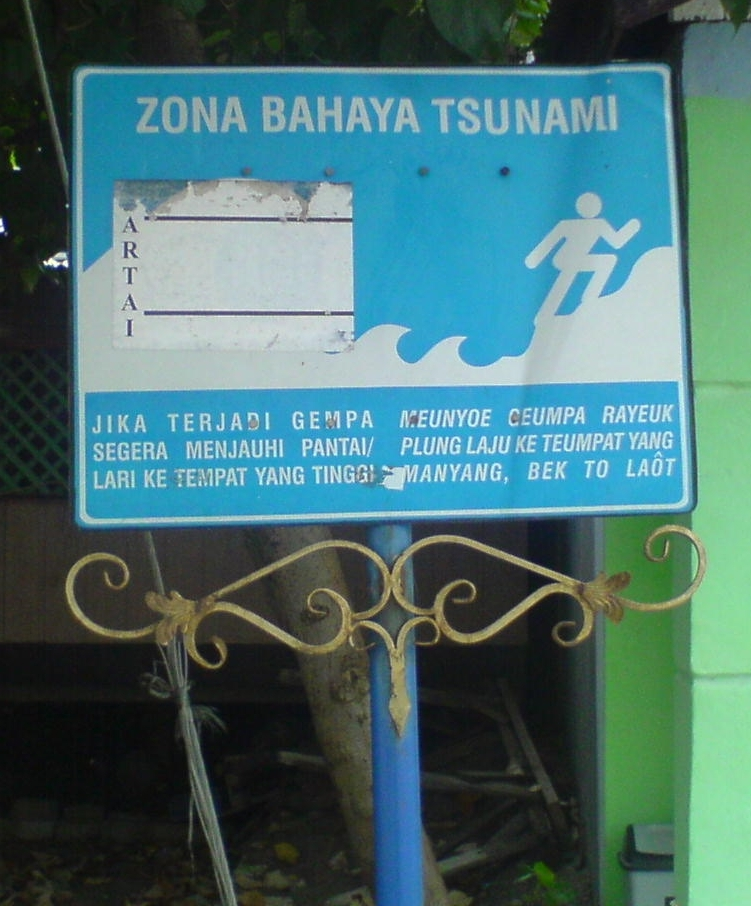
Informationsskylt vid tsunamievakueringszon, på indonesiska och acehnesiska.
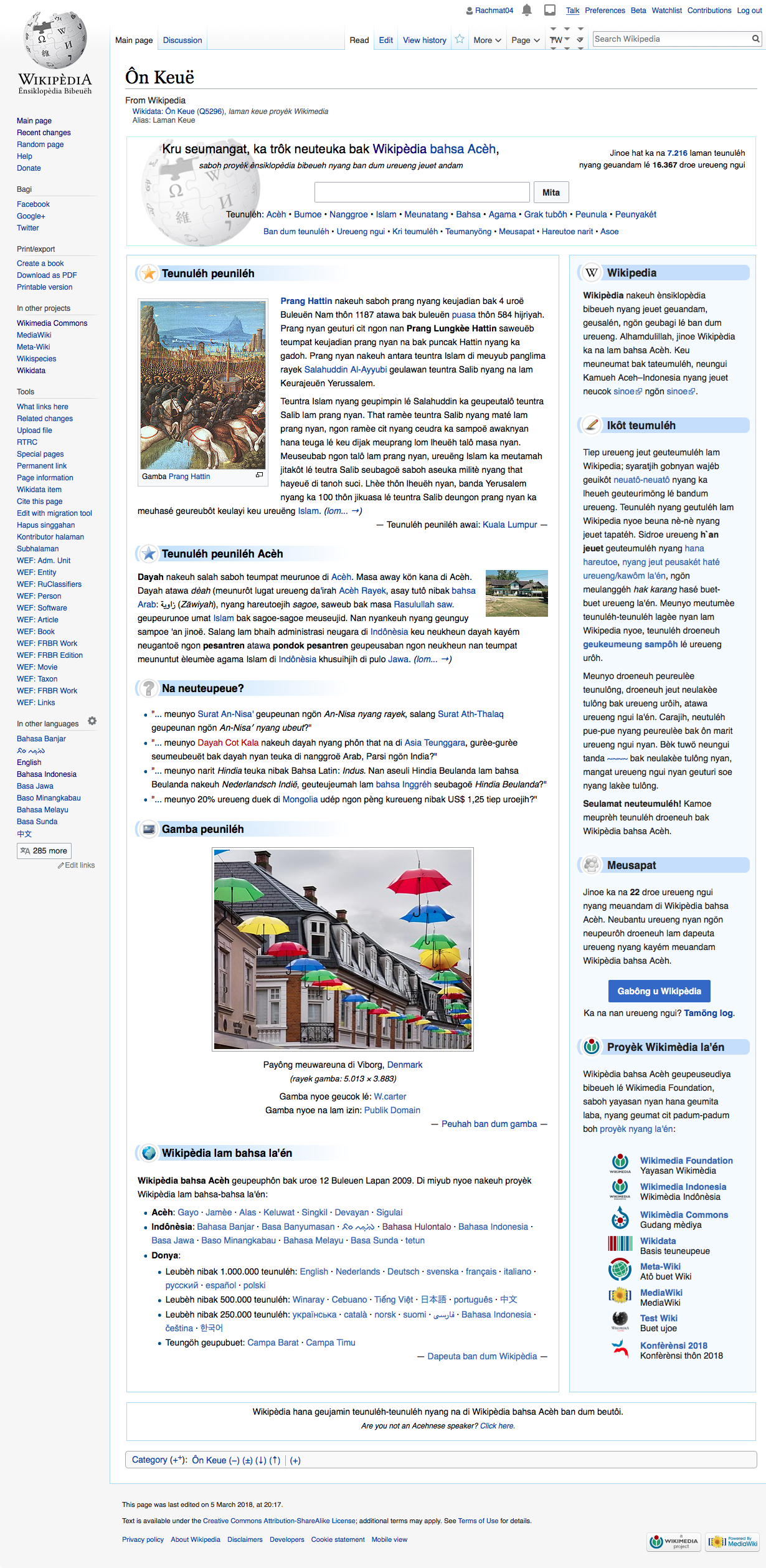
Wikipediasida på acehnesiska.